# ザモスクヴォレーツカヤ線
ザモスクヴォレーツカヤ線（ロシア語: Замоскворе́цкая ли́ния）はモスクワ地下鉄の路線の一つである。1938年にモスクワ地下鉄2号線として開通し（ソ連時代末期の1990年まではゴルコフスコ・ザモスクヴォレーツカヤ線（Го́рьковско-Замоскворе́цкая）と呼ばれていた）、現在はホヴリノ駅（Ховрино）とアルマ・アチンスカヤ駅（Алма́-Ати́нская）を結ぶ。名称こそ「2号線」であるが、3号線（アルバーツコ＝ポクローフスカヤ線）の方が6ヶ月早く開業した。総延長距離は42.8km、24の駅がある。

## 駅
- ホヴリノ駅（Ховрино）
- ベロモルスカヤ駅（Беломорская）
- レチノイ・ヴァクザール駅（Речной вокзал）
- ヴォドニー・スタジオン駅（Во́дный стадио́н）
- ヴォイコフスカヤ駅（Во́йковская）
- ソコル駅（Сокол）
- アエロポルト駅（Аэропорт）
- ディナモ駅（Дина́мо）
- ベラルースカヤ駅 （Белору́сская）
- マヤコフスカヤ駅（Маяковская）
- トヴェルスカヤ駅（Тверская）
- チェアトラーリナヤ駅（Театра́льная）
- ノヴォクズネツカヤ駅（Новокузнецкая）
- パヴェレツカヤ駅（Павелецкая）
- アフトザヴォーツカヤ駅（Автозаво́дская）
- テクノパーク駅（Технопарк）
- コロメンスカヤ駅（Коло́менская）
- カシールスカヤ駅（Каширская）
- カンチェミロフスカヤ駅（Кантемировская）
- ツァリツィノ駅（Царицыно）
- オレホヴォ駅（Орехово）
- ドモデドフスカヤ駅（Домодедовская）
- クラスノグヴァルデイスカヤ駅（Красногварде́йская）
- アルマ・アチンスカヤ駅（Алма́-Ати́нская）

## 開業年次
| 駅                                                    | 開業年         | 距離   |
| ----------------------------------------------------- | -------------- | ------ |
| ソコル駅 - チェアトラーリナヤ駅                       | 1938年9月11日  | 8.5km  |
| チェアトラーリナヤ駅 - アフトザヴォーツカヤ駅         | 1943年1月1日   | 6.2km  |
| ノヴォクズネツカヤ駅、パヴェレツカヤ駅                | 1943年11月20日 | N/A    |
| ソコル駅 - レチノイ・ヴァクザール駅                   | 1964年12月30日 | 6.2km  |
| アフトザヴォーツカヤ駅 - カホーフスカヤ駅             | 1969年8月11日  | 9.5km  |
| トヴェルスカヤ駅                                      | 1979年7月20日  | N/A    |
| カシールスカヤ駅 - オレホヴォ駅                       | 1984年12月28日 | 6.4km  |
| オレホヴォ駅 - クラスノグヴァルデイスカヤ駅           | 1985年9月7日   | 3.4km  |
| カシールスカヤ駅 - カホーフスカヤ駅                   | 1995年11月20日 | -3.4km |
| クラスノグヴァルデイスカヤ駅 - アルマ・アチンスカヤ駅 | 2012年12月24日 | 3.09km |
| テクノパーク駅                                        | 2015年12月28日 | N/A    |
| レチノイ・ヴァクザール駅 - ホヴリノ駅                 | 2017年12月31日 | 3.0km  |
| ベロモルスカヤ駅                                      | 2018年12月20日 | N/A    |
| 合計                                                  | 24駅           | 42.8km |

## 乗換
|     | 接続路線                                   | 乗換駅                             |
| --- | ------------------------------------------ | ---------------------------------- |
| 1   | ソコーリニチェスカヤ線                     | チェアトラーリナヤ駅               |
| 3   | アルバーツコ＝ポクローフスカヤ線           | チェアトラーリナヤ駅               |
| 5   | 環状線                                     | ベラルースカヤ駅、パヴェレツカヤ駅 |
| 6   | カルーシュスコ＝リーシュスカヤ線           | ノヴォクズネツカヤ駅               |
| 7   | タガーンスコ＝クラスノプレースネンスカヤ線 | トヴェルスカヤ駅                   |
| 8   | カリーニンスコ＝ソンツェフスカヤ線         | ノヴォクズネツカヤ駅               |
| 9   | セルプホーフスコ＝チミリャーゼフスカヤ線   | トヴェルスカヤ駅                   |
| 10  | リュビリーンスコ＝ドミトロフスカヤ線       | クラスノグヴァルデイスカヤ駅       |
| 11A | カホーフスカヤ線                           | カシールスカヤ駅                   |